# Tiskilwa
Tiskilwa és una vila dels Estats Units a l'estat d'Illinois. Segons el cens del 2000 tenia 787 habitants.

## Demografia
Segons el cens del 2000, Tiskilwa tenia 787 habitants, 317 habitatges, i 222 famílies. La densitat de població era de 633 habitants/km².
Dels 317 habitatges en un 31,2% hi vivien nens de menys de 18 anys, en un 58,4% hi vivien parelles casades, en un 6,3% dones solteres, i en un 29,7% no eren unitats familiars. En el 25,9% dels habitatges hi vivien persones soles el 14,2% de les quals corresponia a persones de 65 anys o més que vivien soles. El nombre mitjà de persones vivint en cada habitatge era de 2,48 i el nombre mitjà de persones que vivien en cada família era de 2,98.
Per edats la població es repartia de la següent manera: un 25,8% tenia menys de 18 anys, un 8,1% entre 18 i 24, un 24,5% entre 25 i 44, un 23,5% de 45 a 60 i un 18% 65 anys o més.
L'edat mediana era de 38 anys. Per cada 100 dones de 18 o més anys hi havia 92,7 homes.
La renda mediana per habitatge era de 35.278 $ i la renda mediana per família de 42.321 $. Els homes tenien una renda mediana de 29.844 $ mentre que les dones 20.865 $. La renda per capita de la població era de 17.625 $. Aproximadament el 7,3% de les famílies i el 8% de la població estaven per davall del llindar de pobresa.

## Poblacions properes
El següent diagrama mostra les poblacions més properes.